# لاري غوتليب
لاري غوتليب (بالإنجليزية: Larry Gottlieb)‏ هو كاتب أغاني أمريكي، ولد في 9 يونيو 1951.